# Ophiomyia tenax
Ophiomyia tenax este o specie de muște din genul Ophiomyia, familia Agromyzidae, descrisă de Spencer în anul 1977. Conform Catalogue of Life specia Ophiomyia tenax nu are subspecii cunoscute.